# Philinopsis bagaensis
Philinopsis bagaensis is een slakkensoort uit de familie van de Aglajidae. De wetenschappelijke naam van de soort is voor het eerst geldig gepubliceerd in 2007 door Ortea, Moro & Espinosa.